# Ehrenfried Walther von Tschirnhaus
Ehrenfried Walther von Tschirnhaus (sau Tschirnhausen, n. 10 aprilie 1651 - d. 11 octombrie 1708) a fost un matematician, fizician, medic și filozof german.

## Contribuții

### Matematică
În teoria ecuațiilor algebrice este cunoscută transformarea Tschirnhaus, care îi poartă numele.

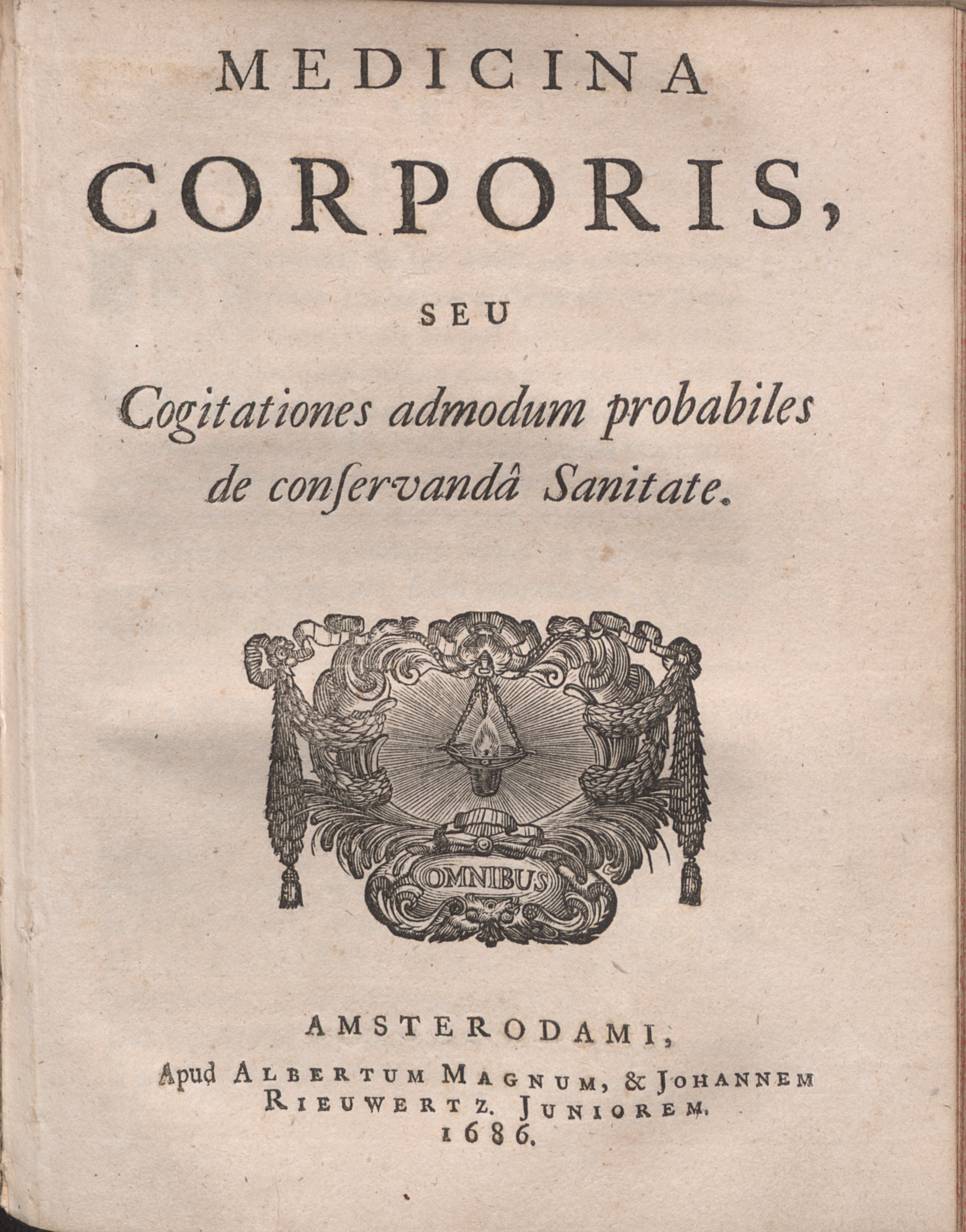
Medicina corporis, 1686

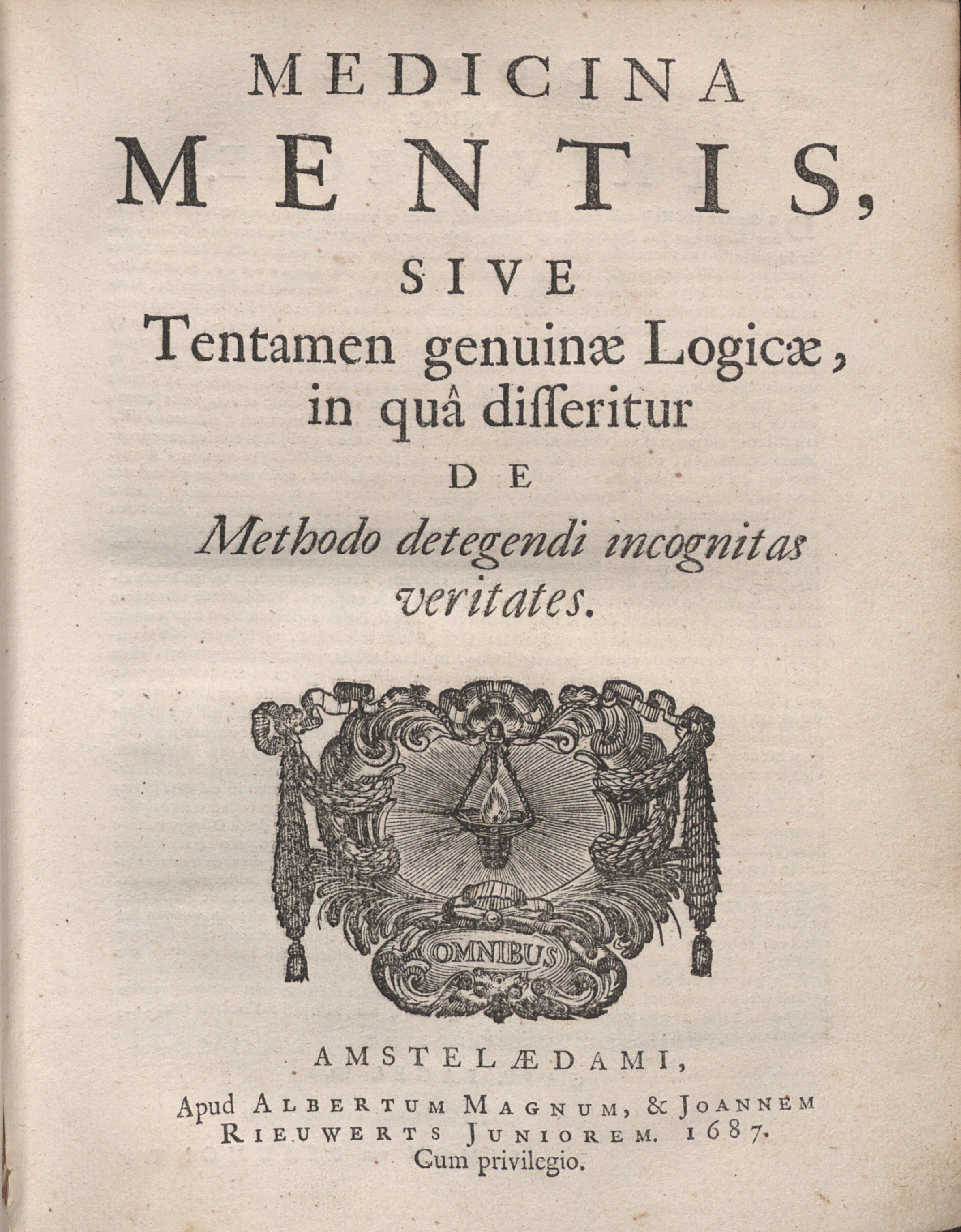
Medicina mentis, 1687

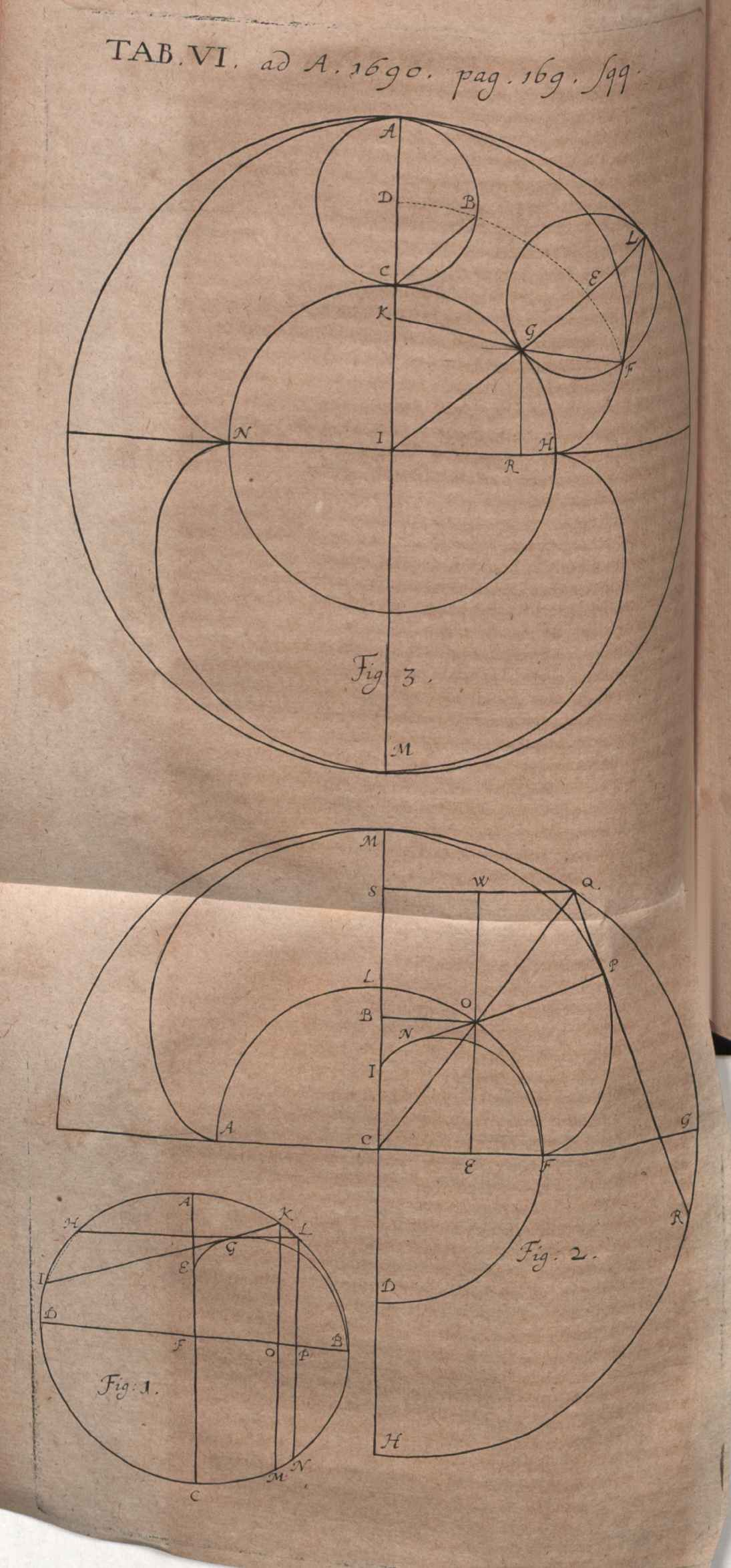
Acta Eruditorum, 1690

### Porțelan
A fost considerat ca fiind inventatorul porțelanului european, deși aceasta a fost atribuită lui Johann Friedrich Böttger.